# Le Livre de la jungle (anime)
Pour les articles homonymes, voir Le Livre de la jungle (homonymie).
Le Livre de la jungle (ジャングルブック　少年モーグリ - Janguru Bukku Shōnen Mōguri) est une série d'animation japonaise en 52 épisodes de 24 minutes, créée d'après le livre éponyme de Rudyard Kipling et diffusée entre le 2 octobre 1989 et le  10 octobre 1990 sur TV Tokyo.
En France, la série a été diffusée à partir du 14 mars 1990 dans l'émission En avant Astérix sur Antenne 2 puis rediffusée en 2003 sur Mangas.
Depuis le 3 octobre 2014, l'anime est diffusé sur YouTube sur la chaîne Cartoon Channel.

## Synopsis
Cette série met en scène les aventures du jeune Mowgli, enfant élevé par des loups dans la jungle indienne. 
Ce dernier s'est aventuré dans la jungle ou forêt de Cyconie en échappant à la surveillance de ses parents alors qu'il n'était âgé que de quelques mois. Il a d'abord été trouvé par le serpent Kaa qui ne l'a pas mangé afin de respecter la loi de la jungle: celle de ne pas attaquer les humains. Mais les parents de Mowgli, partis à sa recherche, font une chute mortelle dans un ravin. L'enfant est recueilli par une famille de loups. La mère, Louri, le considère comme son propre enfant, essayant de le sauver de Shere Khan, le tigre mangeur d'homme, lequel finit par tuer Alexandre, le compagnon de Louri. Mais Alexandre blessera Shere Khan à la patte, lui donnant le surnom de tigre boiteux. Huit ans passent, Mowgli s'attache beaucoup à ses frères loups Akru, Shura, et Lala (La dernière est la petite fille d'Akela, le chef de la meute) et leurs inséparables compagnons Baloo et Bagheera, qui enseignent au garçon les lois de la jungle. Certains loups n'acceptent pas Mowgli comme étant des leurs : pour eux, les humains ne peuvent être qu'une menace. Il doit passer le test de la cérémonie d'acceptation pour prouver qu'il mérite d'être un loup. Malgré sa réussite, il se retrouve bientôt en conflit d'identité entre sa nature humaine - or, il ne connaît des humains que les chasseurs, qui s'en sont pris à ses amis, et des pillards, qu'il a vu s'entretuer pour un trésor - et la promesse qu'il a faite à Alexandre de devenir un loup. Bagheera, qui doit la vie à une petite fille - morte pour ça - pense que tous les humains ne sont pas mauvais.  
Un jour, quand Mowgli a fui la forêt, il tombe dans un piège à éléphant. Un vieillard veut le sauver, mais Mowgli pense que ce dernier est mauvais. Le garçon change néanmoins d'avis après quelques jours à ses côtés. Un an passe, Mowgli retrouve ce vieil homme en compagnie de sa petite fille Messua. Cette dernière lui apprend à vivre en société avec les humains. Shere Khan les attaque et blesse grièvement le grand-père. Mais Mowgli blessera Shere Khan en lui faisant une balafre, lui crevant l’œil gauche au passage. La menace de Shere Khan obligera Mowgli à entrer dans le village du clan des hommes où il se fait plus ou moins accepter. Un chasseur mythomane du nom de Bouldeo, raconte aux gens du village des tas de mensonges afin de se faire respecter et pour les impressionner. Lorsque Mowgli lui révèle qu'il ment, il le met au défi de les débarrasser du tigre qui menace la vie des habitants. Mowgli, aidé de ses frères loups et grâce au feu qu'il a appris à maîtriser, tue Shere Khan et ramène sa peau, mais Bouldeo l'accuse d'être un démon et le fait chasser. Quelques jours après le départ de Mowgli, la famille dans laquelle il a été adopté est sur le point d'être amenée sur le bûcher, accusé d'être des démons par Bouldeo et le Chef du Village. Mowgli décide de les délivrer tout en se méfiant des deux chasseurs : Bouldeo et Garo, l'ami qu'il a fait venir de la ville pour se débarrasser de l'enfant-loup. Une fois la famille sauvée, les animaux détruisent le village, ses habitants représentant une menace pour la jungle. Mais Mowgli s'ennuie de Messua et part pour Kaniwara, une grande ville située dans le désert des Indes où il espère la retrouver. Il se fait piéger par Garo qui le trompe après l'avoir convaincu de l'aider et de devenir son ami et le vend à un cirque d'une des plus grandes villes d'Inde, Abouldala. Mowgli réussit à s'échapper de justesse, poursuivi par le patron de Garo. Lorsqu'il revient dans la forêt, quelques jours plus tard, Akela est blessé par des hyènes lors d'un combat et meurt peu après. Un jour, Mowgli retrouve sa famille, hormis le père de Messua mort d'une maladie mystérieuse, qui décide de reconstruire le village. Quelques habitants du village, une demi-douzaine, implorant leur pardon, les aident et acceptent Mowgli comme étant des leurs. Une fois le village reconstruit, Mowgli fait ses adieux à la jungle et part vivre définitivement chez les hommes en compagnie de Bagheera.

## Voix françaises
- Carol Styczen : Mowgli
- Philippe Ogouz : Akela, Shere Khan
- Marion Game puis Manoëlle Gaillard : Mère-louve surnommée Louri, Akru
- Serge Lhorca : Bagheera
- Nathanièle Esther : Lala (1re voix)
- Sophie Gormezano : Lala (2e voix), Messua
- Jacques Morel : Baloo
- Philippe Ariotti : Kaa, Tabaqui, Sura
- Henri Poirier : Baloo (voix de remplacement)
- Virginie Ogouz : Messua (voix de remplacement)
- Daniel Beretta : Shere Khan (dans les premiers épisodes)

## Épisodes
1. Le Livre de la jungle
2. La Naissance de Mowgli l'enfant loup
3. Le Fils d'Alexandre
4. La Loi de la jungle
5. Un nouvel ami
6. Le Piège
7. Les Terres du nord
8. Le Retour de Baloo
9. Plus précieux que la loi
10. Le Loup solitaire
11. La Famine
12. Une mission périlleuse
13. Le Retour du héros
14. La Ville maudite
15. Les Humains
16. Le cœur brisé
17. Mowgli s'en va
18. Seul dans la jungle
19. Le Retour
20. Déchirements
21. La Trêve
22. Le Premier Tigre
23. La Loi du plus fort
24. Des chasseurs solitaires
25. Hors la loi
26. Menace sur la forêt
27. Un chef pour le clan
28. Le Courage d'une mère
29. Des ennemis invisibles
30. Le Grand Combat
31. Le Nouveau Chef
32. La Rencontre
33. L'Amie de Mowgli
34. Le Village du clan des hommes
35. L'Adoption
36. Contes de la lune
37. Quelques larmes avant la bataille
38. Le combat décisif
39. Les Adieux à Messua
40. L'Invasion des chiens rouges
41. Embuscade dans la vallée de la mort
42. Revoir Messua
43. Messua est en danger
44. Bagheera donne un concert
45. Le Village des démons
46. La Ville
47. L'Évasion
48. Tristesse
49. Le Dernier Combat
50. La Danse des éléphants
51. Les Retrouvailles
52. Au revoir, Mowgli